# 富士通カワサキレッドスピリッツ
富士通カワサキレッドスピリッツ（ふじつうカワサキ レッドスピリッツ）は、神奈川県川崎市を本拠地とする富士通の男子バレーボールチームである。2025-26シーズンはV.LEAGUE MEN 東地区に所属。

## 概要
1979年、神奈川県川崎市にある富士通川崎工場の9人制バレーボール部（全国タイトルを歴代最多35回獲得した強豪と知られる）から派生する形で6人制バレーボール部が誕生した。
チーム名は、本拠地である川崎市に根付いたチームを目指すとしての「カワサキ」と、コーポレートカラーでもある「赤」を使って、燃え上がる様な熱い精神・魂・元気などを統合したものとしての「レッドスピリッツ」を合わせた。チームエンブレムにはリスを起用し、中型で機動力のあるバレーボールを身上とするチームを、リスの愛らしくすばしっこい動きに喩えている。
練習場は川崎工場の近くにある富士通川崎総合体育館であり、練習見学も可能である。ホームゲームは川崎市内の体育館（カルッツかわさき（元川崎市体育館）、宮前スポーツセンター）などで開催される。

## 歴史
1979年、富士通川崎工場の9人制バレーボール部から派生する形で発足。口コミで集まった経験者を中心に活動を始めた。
1984年より地域リーグに出場。初出場となる第4回大会から、しばらくは東部リーグ2位以内に入れず、プレーオフに進出できなかった。1998年の第18回大会で15シーズン目にして初めてプレーオフ進出を果たす。プレーオフでは上位2位に入れず、V1リーグ（現・Vチャレンジリーグ）昇格はならなかった。第20回、第21回大会でもプレーオフに進出したが、2位以内に入れなかった。2003年、第23回地域リーグプレーオフにて初優勝を果たし、初めてV1リーグ出場決定入替戦に出場となった。しかし、入替戦では敗れV1リーグ昇格はならず。続く第24回、第25回大会も入替戦出場を果たしたが、昇格はならなかった。そして、ちょうどV1リーグがV・チャレンジリーグに改称される時期であった2006年に、第26回地域リーグプレーオフで準優勝を果たし、入替戦でも勝って、遂に念願のV・チャレンジリーグ昇格を果たした。
初参戦となる2006/07V・チャレンジリーグでは5位、2007/08大会では6位に入り、中位の成績を残す。2008/09V・チャレンジリーグで、準優勝。遂に、V・プレミアリーグをかけて、V・チャレンジマッチ（入替戦）に出場する。NECブルーロケッツに連敗しプレミアリーグ昇格はならなかったが、2試合で1セットずつ取る健闘を見せた。2009/10V・チャレンジリーグでも準優勝を果たすが、V・チャレンジマッチで大分三好ヴァイセアドラーから1セットも取れずに連敗し、昇格ならず。
2010年、V・プレミアリーグ昇格に向けて、チーム名が「富士通カワサキレッドスピリッツ」となる。
2010/11V・チャレンジリーグでも2位で終えるが、東日本大震災の影響によるリーグ中断でV・チャレンジマッチも中止となり、そのまま残留となった。2011/12V・チャレンジリーグでは、上位リーグで4勝1敗の成績を挙げながらもセット率でつくばユナイテッドSun GAIAとジェイテクトSTINGSに競り負けて3位となり、V・チャレンジマッチ出場はならなかった。2012/13V・チャレンジリーグは、つくばとジェイテクトに加え、警視庁フォートファイターズにも苦戦し、4位で終える。
2015/16のV・チャレンジリーグIでは、大分三好を抑えて、悲願の初優勝を果たした。V・チャレンジマッチではFC東京に0-3、1-3で連敗し、V・プレミアリーグ昇格はならなかった。2016/17シーズンは準優勝。V・チャレンジマッチ出場するが、JTサンダーズにまたも0-3、1-3で連敗し昇格ならず。
2017/18シーズン、翌シーズンより新たに始まる新生V.LEAGUEにて、S2ライセンスを取得し、2部のDIVISION2(V2)に編入されることとなった。V・チャレンジリーグでは2シーズンぶりに優勝を果たした。2017/08V・チャレンジリーグIでは2シーズンぶりの優勝を果たした。
2018-19シーズン、初年度V2リーグを制覇し、前シーズンのV・チャレンジリーグIに続き連覇。2019-20シーズンも優勝し3連覇を果たした（S2ライセンスのためV・チャレンジマッチには出場不可）。2020-21シーズンには、20戦全勝の全勝優勝で4連覇を果たした。
2021-22シーズン、翌シーズンのS1ライセンスを取得した。それにより、V2リーグで2位以内に入れば、V・チャレンジマッチのV1・V2入替戦に出場できることとなった。V2では、優勝を争うライバルであるヴォレアス北海道に2戦2敗を喫し、同チームに優勝を許し、V2連覇は4でストップした。しかし、準優勝を果たしたため、V・チャレンジマッチ出場権を得た。V・チャレンジマッチは大分三好ヴァイセアドラーとの対戦となり、初戦はフルセットで勝ちV1昇格にリーチをかけるが、第2戦は1-3で敗れ、セット率によりV1昇格とはならなかった。
2025年、通算18年監督を務めた山本道彦が退任。新監督にチームOBの廣本遥が就任した。

## 成績

### 主な成績
チャレンジリーグ、チャレンジリーグI、V.LEAGUE DIVISION2 MEN
- 優勝 5回（2015/16、2017/18、2018-19、2019-20、2020-21）
- 準優勝 7回（2008/09、2009/10、2010/11、2014/15、2016/17、2021-22、2022-23）

黒鷲旗全日本選抜大会
- 優勝 なし
- 準優勝 1回（2025）

### 年度別成績

#### V・プレミアリーグ / V・チャレンジリーグ
| 所属        | 年度    | 最終 順位 | 参加 チーム数 | レギュラーラウンド | レギュラーラウンド | レギュラーラウンド | レギュラーラウンド | ポストシーズン | ポストシーズン | ポストシーズン |
| 所属        | 年度    | 最終 順位 | 参加 チーム数 | 順位               | 試合               | 勝                 | 敗                 | 試合           | 勝             | 敗             |
| ----------- | ------- | --------- | ------------- | ------------------ | ------------------ | ------------------ | ------------------ | -------------- | -------------- | -------------- |
| チャレンジ  | 2006/07 | 5位       | 9チーム       | 5位                | 16                 | 7                  | 9                  | -              | -              | -              |
| チャレンジ  | 2007/08 | 6位       | 10チーム      | 6位                | 18                 | 9                  | 9                  | -              | -              | -              |
| チャレンジ  | 2008/09 | 準優勝    | 12チーム      | 4位                | 11                 | 7                  | 4                  | 7              | 5              | 2              |
| チャレンジ  | 2009/10 | 準優勝    | 11チーム      | 3位                | 10                 | 7                  | 3                  | 5              | 4              | 1              |
| チャレンジ  | 2010/11 | 準優勝    | 11チーム      | 2位                | 17                 | 15                 | 2                  | -              | -              | -              |
| チャレンジ  | 2011/12 | 3位       | 11チーム      | 3位                | 10                 | 9                  | 1                  | 5              | 4              | 1              |
| チャレンジ  | 2012/13 | 4位       | 11チーム      | 4位                | 20                 | 14                 | 6                  | -              | -              | -              |
| チャレンジ  | 2013/14 | 4位       | 11チーム      | 4位                | 20                 | 15                 | 5                  | -              | -              | -              |
| チャレンジ  | 2014/15 | 準優勝    | 12チーム      | 2位                | 22                 | 17                 | 5                  | -              | -              | -              |
| チャレンジI | 2015/16 | 優勝      | 8チーム       | 1位                | 21                 | 19                 | 2                  | -              | -              | -              |
| チャレンジI | 2016/17 | 準優勝    | 8チーム       | 2位                | 21                 | 17                 | 4                  | -              | -              | -              |
| チャレンジI | 2017/18 | 優勝      | 8チーム       | 1位                | 21                 | 17                 | 4                  | -              | -              | -              |

#### V.LEAGUE (2018-2024)
| 所属      | 年度    | 最終 順位 | 参加 チーム数 | レギュラーラウンド | レギュラーラウンド | レギュラーラウンド | レギュラーラウンド | ポストシーズン | ポストシーズン | ポストシーズン | 備考            |
| 所属      | 年度    | 最終 順位 | 参加 チーム数 | 順位               | 試合               | 勝                 | 敗                 | 試合           | 勝             | 敗             | 備考            |
| --------- | ------- | --------- | ------------- | ------------------ | ------------------ | ------------------ | ------------------ | -------------- | -------------- | -------------- | --------------- |
| DIVISION2 | 2018-19 | 優勝      | 9チーム       | 1位                | 24                 | 21                 | 3                  | -              | -              | -              |                 |
| DIVISION2 | 2019-20 | 優勝      | 12チーム      | 1位                | 20                 | 19                 | 1                  | -              | -              | -              |                 |
| DIVISION2 | 2020-21 | 優勝      | 11チーム      | 1位                | 20                 | 20                 | 0                  | -              | -              | -              |                 |
| DIVISION2 | 2021-22 | 準優勝    | 15チーム      | 2位                | 28                 | 25                 | 3                  | -              | -              | -              | 不戦勝2を含む。 |
| DIVISION2 | 2022-23 | 準優勝    | 10チーム      | 2位                | 27                 | 20                 | 7                  | -              | -              | -              |                 |
| DIVISION2 | 2023-24 | 準優勝    | 10チーム      | 2位                | 27                 | 19                 | 8                  | -              | -              | -              |                 |

#### SV.LEAGUE / V.LEAGUE
| 所属     | 年度    | 最終 順位 | 参加 チーム数      | レギュラーラウンド | レギュラーラウンド | レギュラーラウンド | レギュラーラウンド | ポストシーズン | ポストシーズン | ポストシーズン | 備考 |
| 所属     | 年度    | 最終 順位 | 参加 チーム数      | 順位               | 試合               | 勝                 | 敗                 | 試合           | 勝             | 敗             | 備考 |
| -------- | ------- | --------- | ------------------ | ------------------ | ------------------ | ------------------ | ------------------ | -------------- | -------------- | -------------- | ---- |
| V.LEAGUE | 2024-25 | 7位       | 8チーム （東地区） | 3位                | 28                 | 18                 | 10                 | -              | -              | -              |      |

## 選手・スタッフ(2025-26)

### 選手
| 背番号                                                                            | 名前                         | シャツネーム | 生年月日（年齢）       | 身長 | 国籍 | Pos | 在籍年            | 前所属              | 備考         |
| --------------------------------------------------------------------------------- | ---------------------------- | ------------ | ---------------------- | ---- | ---- | --- | ----------------- | ------------------- | ------------ |
| 1                                                                                 | エバデダン・ジェフリー・宇意 | JEFFREY      | 1998年3月17日（27歳）  | 185  | 日本 | MB  | 2020年-           | 中京大学            |              |
| 3                                                                                 | 緒方悠大                     | OGATA        | 2000年2月14日（25歳）  | 189  | 日本 | MB  | 2022年-           | 日本大学            |              |
| 4                                                                                 | 栁田百織                     | YANAGIDA     | 1992年9月6日（32歳）   | 183  | 日本 | OP  | 2015-23年 2024年- | 順天堂大学          | キャプテン   |
| 6                                                                                 | 渡邉優人                     | WATANABE     | 2002年4月20日（23歳）  | 183  | 日本 | MB  | 2024年-           | 青山学院大学        | 新人         |
| 7                                                                                 | 加藤大雄                     | KATO         | 1993年10月15日（31歳） | 195  | 日本 | MB  | 2017年-           | 岐阜経済大学        |              |
| 8                                                                                 | 後藤滉貴                     | GOTO         | 1995年1月20日（30歳）  | 184  | 日本 | S   | 2017年-           | 順天堂大学          |              |
| 9                                                                                 | 三浦一真                     | MIURA        | 2001年12月17日（23歳） | 188  | 日本 | MB  | 2024年-           | 駒沢大学            | 新人         |
| 10                                                                                | 北村宏樹                     | KITAMURA     | 2003年2月2日（22歳）   | 170  | 日本 | OH  | 2024年-           | 近畿クラブ/近畿大学 | 新人         |
| 11                                                                                | 菅沼海成                     | SUGANUMA     | 2001年7月11日（24歳）  | 189  | 日本 | OH  | 2024年-           | 駒澤大学            |              |
| 13                                                                                | 兵頭佳樹                     | HYODO        | 1998年2月12日（27歳）  | 183  | 日本 | OH  | 2020年-           | 大阪商業大学        |              |
| 14                                                                                | 谷平拓海                     | TANIHIRA     | 1998年1月1日（27歳）   | 187  | 日本 | OH  | 2020年-           | 駒澤大学            |              |
| 16                                                                                | 川俣一真                     | KAWAMATA     | 2002年4月10日（23歳）  | 167  | 日本 | L   | 2024年-           | 岐阜協立大学        | 新人         |
| 17                                                                                | 岡本知也                     | OKAMOTO      | 2002年4月23日（23歳）  | 183  | 日本 | OH  | 2024年-           | 明治大学            | 新人         |
| 19                                                                                | 松本喜輝                     | MATSUMOTO    | 2002年2月9日（23歳）   | 186  | 日本 | OP  | 2024年-           | 慶應義塾大学        |              |
| 20                                                                                | 高橋太                       | TAKAHASHI    | 2000年10月11日（24歳） | 180  | 日本 | L   | 2023年-           | 駒澤大学            |              |
| 21                                                                                | 秦俊介                       | HATA         | 2000年1月31日（25歳）  | 188  | 日本 | OP  | 2022年-           | 法政大学            | 副キャプテン |
| 22                                                                                | 南本一成                     | MINAMIMOTO   | 1999年6月15日（26歳）  | 185  | 日本 | OH  | 2022年-           | 関西大学            |              |
| 23                                                                                | 田中友貴                     | TANAKA       | 2000年7月29日（24歳）  | 186  | 日本 | MB  | 2023年-           | 愛知学院大学        |              |
| 出典：チーム新体制リリース チーム公式サイト Vリーグ公式サイト 更新：2024年12月2日 |                              |              |                        |      |      |     |                   |                     |              |

### スタッフ
| 役職                                                                             | 名前       | 備考 |
| -------------------------------------------------------------------------------- | ---------- | ---- |
| 部長                                                                             | 福竹主水   |      |
| GM                                                                               | 山本道彦   |      |
| 監督                                                                             | 廣本遥     | 新任 |
| コーチ                                                                           | 中川剛     |      |
| マネージャー                                                                     | 中川睦美   |      |
| チーフアナリスト                                                                 | 出町虎將   |      |
| アナリスト                                                                       | 松尾和真   |      |
| シニアアドバイザー                                                               | 勝田祥平   |      |
| 総務                                                                             | 平澤徹     |      |
| 総務                                                                             | 松坂洸汰   |      |
| 財務経理                                                                         | 三芳健斗   |      |
| プロモーション                                                                   | 志波京介   |      |
| 管理栄養士・プロモーション                                                       | 川本弥生   |      |
| 後援会長                                                                         | 竹岡ゆかり |      |
| 後援会終身名誉顧問                                                               | 大間秀雄   |      |
| 出典：チーム新体制リリース チーム公式サイト Vリーグ公式サイト 更新：2024年8月4日 |            |      |